# اگه با تو نباشم
«اگه با تو نباشم» یا «سی نو اس کانتیگو» (به اسپانیایی: Si No Es Contigo) ترانه‌ای از خوانندهٔ شیلیایی کریس ام‌جی می‌باشد که در ۲۳ مهٔ سال ۲۰۲۴ منتشر گردید.

## آهنگسازی
«اگه با تو نباشم» ترانه‌ای رگیتون است که با ریتم‌های خاورمیانه‌ای ترکیب داده شده‌است. متن این ترانه شهوانی و رمانتیک است و در آن کریس ام‌جی دختری که هرچی می‌پوشد بهش می‌آید، را مورد تعریف و تمجدید قرار می‌دهد.

## موزیک ویدئو
موزیک ویدئوی این ترانه در پاریس فیلم‌برداری شده‌است.